# Custer Specialty Company
Custer Specialty Company war ein US-amerikanischer Hersteller von Kraftfahrzeugen und Rollstühlen.

## Unternehmensgeschichte
Levitt Luzern Custer gründete 1916 das Unternehmen in Dayton in Ohio. 1920 begann die Produktion von Kraftfahrzeugen. Der Markenname lautete Custer, für ein Modell auch Cootie. 1942 endete die Produktion kriegsbedingt. Zwischen 1953 und 1960 entstanden erneut Fahrzeuge, die nun als Custer vermarktet wurden. Nach Custers Tod am 30. August 1962 leitete seine Frau Gladys Custer das Unternehmen. Ein Feuer am 11. September 1965 zerstörte das Werk. Daraufhin wurde das Unternehmen aufgelöst.

## Fahrzeuge
Im Angebot standen fünf Modelle, die alle elektrisch angetrieben waren. Der Cootie war ein Kinderauto, der Cabbie eine Mini-Lokomotive, der Chair ein elektrischer Rollstuhl, der Carrier ein Transportfahrzeug für den Einsatz in Fabriken und der Coupe ein Stadtauto für zwei Personen.
Die höchsten Produktionszahlen erreichte der Chair, sehr zum Gefallen von Luzern Custer, der selbst kriegsversehrt war. An zweiter Stelle stand der Cootie.
Das einzige straßenverkehrstaugliche Produkt, der Coupe, war 1981 mm lang und 1575 mm hoch. Bis zur vorläufigen Produktionseinstellung 1942 entstanden aber nur wenige Exemplare.
Nach dem Zweiten Weltkrieg erschien erst 1953 wieder ein Custer. Es handelte sich diesmal um einen ganz einfachen Plattformwagen mit zwei Sitzplätzen, der entweder von einem Viertakt-Benzinmotor mit 6 bhp (4,4 kW) oder einem Elektromotor angetrieben wurde. Das Benzinmodell kostete 695 US-Dollar und erreichte eine Höchstgeschwindigkeit von 64 km/h. Das elektrisch getriebene Fahrzeug hatte eine Reichweite von 32 km.
Daneben entstanden weiterhin elektrisch betriebene Versehrtenfahrzeuge.